# Friuli Latisana Cabernet Sauvignon riserva
Il Friuli Latisana Cabernet Sauvignon riserva è un vino DOC la cui produzione è consentita nelle province di Pordenone e Udine.

## Caratteristiche organolettiche
- colore: rosso rubino più o meno intenso con riflessi grigi.
- odore: caratteristico, gradevole, intenso.
- sapore: tipico, fine, morbido.

## Produzione
Provincia, stagione, volume in ettolitri
- nessun dato disponibile